# 74 (număr)
74 (șaptezeci și patru) este numărul natural care urmează după 73 și este urmat de 75.

## În matematică
- 74 nu este un număr prim, deoarece are următorii divizori: 74 = {1;2;37;74}.
- 74 este al 21-lea număr semiprim[1][2] distinct, deoarece în afară de el însuși și 1 are 2 divizori, și este al 11-lea de forma 2×q.
- Este un număr palindromic în baze de numerație 6 (2026) și 36 (2236).
- Este un număr nontotient.[3]
- Este un număr defectiv, deoarece suma divizorilor săi proprii este mai mică decât dublul lui 74: 1 + 2 + 37 < 74.
- Este un număr Størmer.[4][5]
- Există 74 de poliedre nehamiltoniene diferite cu un număr minim de vârfuri.[6]

## În știință
- Este numărul atomic al wolframului.[7]

### Astronomie
- NGC 74 este o galaxie lenticulară din constelația Andromeda.
- Messier 74 este o galaxie spirală din constelația Peștii.
- 74 Galatea este o planetă minoră.

## În alte domenii
Șaptezeci și patru se mai poate referi la:
- Codul pentru departamentul francez Haute-Savoie.
- USS John C. Stennis (CVN-74) este un portavion al Marinei Statelor Unite.